# BMW Neue Klasse
La Neue Klasse è una famiglia di autovetture prodotta dalla casa automobilistica tedesca BMW tra il 1962 ed il 1972 e i cui modelli di fascia alta e medio-alta venivano commercializzati, semplicemente, con la denominazione della cilindrata del motore: dalla 1500 del 1961 alla 2000 Tii (codice interno della casa E115, con varianti E116, E118, E121, Coupé E120). La gamma della Neue Klasse fu l gamma di modelli che contribuì in maniera definitiva a far uscire la casa di Monaco dalla grave crisi finanziaria in cui si venne a trovare alla fine della Seconda Guerra Mondiale.

## Storia

### Il contesto storico
Al termine della guerra, l'impianto industriale tedesco fu letteralmente ridotto a brandelli: per la BMW fu necessario tornare alla produzione automobilistica. Ciò si rivelò però molto difficile, poiché al termine del conflitto le autorità sovietiche presidiarono la zona orientale della Germania (da cui poi sarebbe nata la Germania Est). Quella zona comprendeva la città di Eisenach, dove la Casa tedesca costruiva abitualmente le proprie automobili. Dei due stabilimenti presenti ad Eisenach, solo quello destinato alla produzione automobilistica uscì indenne dai bombardamenti: esso venne posto sotto il controllo della società statale sovietica Avtovelo, che cominciò a produrre abusivamente modelli BMW d'anteguerra sulla base dei progetti ritrovati nello stabilimento espropriato. Le uniche risorse finanziarie con le quali la BMW poteva sperare di riavviare la produzione automobilistica furono date prevalentemente dalle vendite delle motociclette. Si pensò di ricominciare con nuovi modelli di prestigio proponendo fra l'altro il primo motore V8 della casa bavarese: da tale progetto nacquero dapprima le BMW 501 e 502, seguite da altri modelli di lusso che però fecero registrare solo gravi perdite economiche per la BMW. A mantenere a galla tali bilanci contribuì solo la BMW Isetta, una microutilitaria che di fatto ottenne un ottimo successo, ma con utili sufficienti appena a tappare le falle economiche derivanti dai fiaschi commerciali dei modelli di lusso.

### Genesi e debutto
Per questo motivo, nell'enorme voragine creatasi fra la Isetta e la 501 si pensò di inserire un nuovo modello di fascia media che potesse intercettare i gusti di una più ampia fetta di clientela. Purtroppo si dovette badare molto al risparmio, ma nel frattempo, oltre alla piccola Isetta vi fu anche la BMW 700 che contribuì a mantenere stabile la situazione finanziaria della Casa dell'Elica, che però si trovava già con 15 milioni di marchi di passivo. Le piccole utilitarie quindi, non avrebbero potuto far reggere a lungo il peso dei debiti accumulati. Fu quindi necessario arrangiarsi con quanto si aveva già in casa, riducendo al minimo i progetti ex-novo. Partendo dalle misure caratteristiche del motore della 700 venne avviata la progettazione di un nuovo motore, inizialmente della cilindrata di 900 cm3, quindi poco consona ad una berlina di classe media, ma poi evoluto dal tecnico BMW Alex von Falkenhauser fino a raggiungere il litro e mezzo, ma soprattutto dotato di raffreddamento ad acqua. Nel frattempo si lavorò anche allo stile: a tale scopo ci si affidò alla consulenza di Giovanni Michelotti, all'epoca un designer assai rinomato che proprio in quegli anni (tra la fine degli anni '50 e la metà degli anni '60 del secolo scorso avrebbe dato i natali a numerosi modelli di pregio, sia italiani che stranieri. La realizzazione della scocca fu invece compito di Fritz Fiedler, un veterano già in forza presso la Casa dell'Elica fin dal 1932, mentre il telaio e la relativa meccanica furono affidati ad Eberhard Wolff.
Siamo a questo punto nella prima metà del 1961: la progettazione del motore e la definizione delle linee della vettura, nonché degli interni, arrivarono alla fine. Si procedette con l'industrializzazione del progetto, fase durante la quale vennero apportate alcune modifiche di dettaglio alla vettura, specie per quanto riguardava l'aspetto strutturale. La presentazione in anteprima mondiale del modello di preserie si ebbe nel settembre 1961 al Salone di Francoforte, ma poiché si volle perfezionare la messa a punto della vettura e condurre altri test, la produzione vera e propria fu avviata solo nel giro di un anno, nel mese di ottobre del 1962. Nacque così il primo modello appartenente alla famiglia della Neue Klasse, ossia la BMW 1500.

### La BMW1500(E115)

#### Design e interni

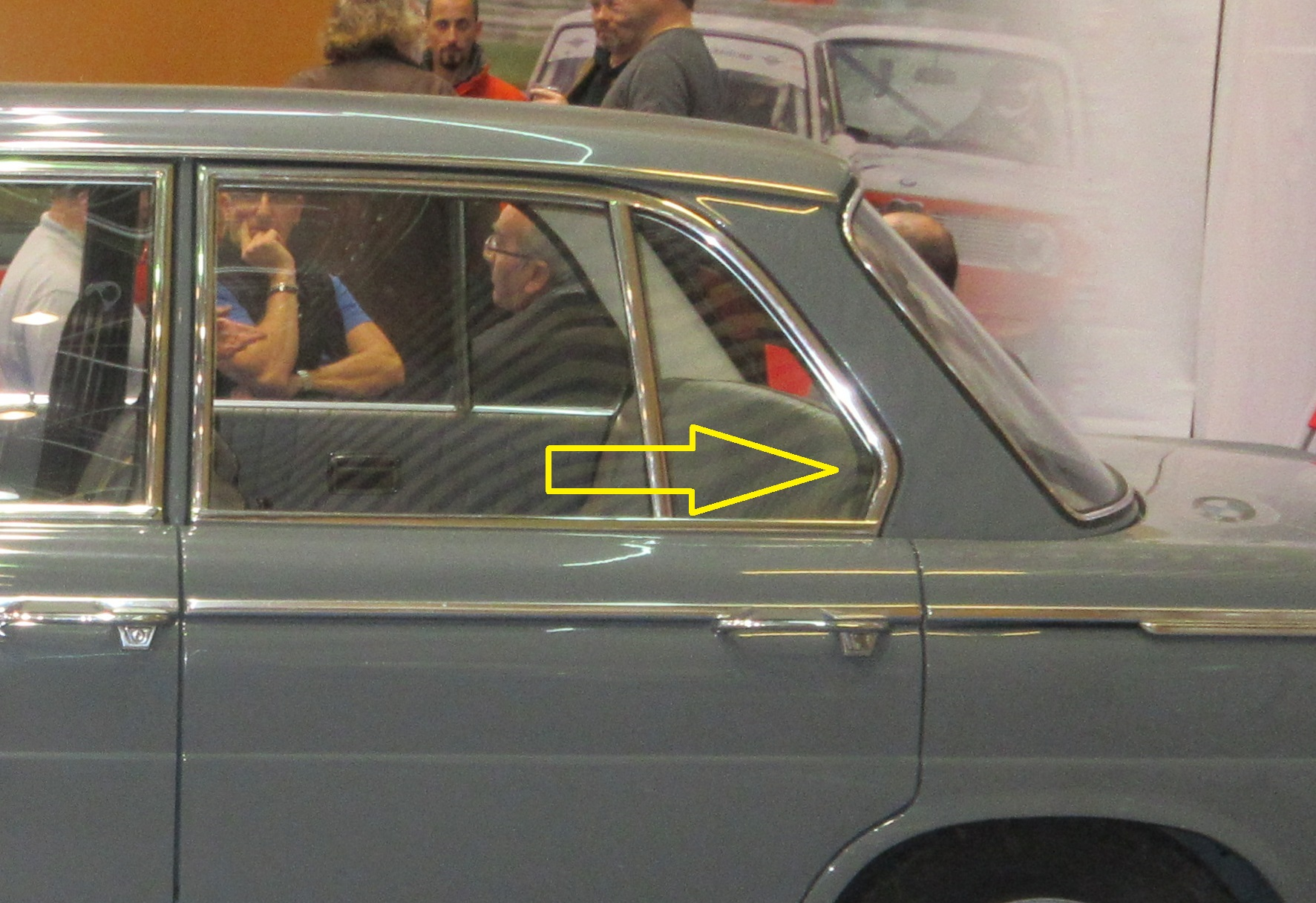
Vista del montante posteriore di una BMW Neue Klasse, in questo caso una 1800: la freccia indica il cosiddetto "gomito di Hofmeister", nato per esigenze funzionali, ma divenuto in breve una sorta di marchio di fabbrica

Dopo un decennio, gli anni '50 del secolo scorso, che parvero rosei per tutti i principali costruttori dell'epoca, tranne che per la BMW e pochi altri (per esempio la Borgward), la casa dell'Elica riuscì a presentare un modello del tutto nuovo e dalle linee moderne. Si è già parlato del fatto che Michelotti, già autore delle linee della BMW 700, svolse nel caso della 1500 solo un ruolo di pura consulenza, mentre il tracciamento delle linee vere e proprie, anche sulla base delle "dritte" del designer italiano, fu affidato a Wilhelm Hofmeister, il quale non mancò di apportare alcuni tocchi stilistici particolari, alcuni dei quali diverranno dei veri e propri marchi di fabbrica. La BMW 1500 era una berlina a tre volumi e a quattro porte, che anteriormente sfoggiava un frontale inclinato in avanti (una caratteristica che verrà ripresa anche in quasi tutte le BMW dei due decenni seguenti) e una calandra a tutta larghezza con listelli orizzontali che andava ad avvolgere anche i proiettori circolari, tagliata in due dal "doppio rene" di casa BMW, in questo caso a listelli verticali. Il cofano motore era solcato al centro da una larga scanalatura longitudinale e, osservando la vettura di lato, si notava che il cofano stesso andava ad integrare la porzione superiore del parafango anteriore. Quest'ultima soluzione fu una di quelle apportate da Hofmeister in fase di industrializzazione del progetto, così come fu opera del designer tedesco anche il disegno e la collocazione degli indicatori di direzione anteriori, sottili, a sviluppo orizzontale e inseriti a filo della battuta del cofano motore, quasi completamente sul parafango con solo una piccola parte visibile anteriormente. Completavano la vista frontale i paraurti avvolgenti con rostri. La vista laterale permetteva di osservare la modanatura che, partendo dagli indicatori di direzione, solcava longitudinalmente tutta la fiancata appena sotto la linea di cintura passando per le maniglie porta e spegnendosi in corrispondenza dei fari posteriori. La battuta del cofano era inoltre sottolineata da una barra cromata che percorreva la modanatura nel suo tratto, fino alla base del montante anteriore. Lo stesso vale per la cornice cromata posteriore che da sotto il montante posteriore percorreva la zona laterale della coda adiacente al tratto terminale della modanatura. L'ampia superficie vetrata, con vetri laterali dotati di deflettori, introduceva alla più famosa soluzione di Hofmeister, ossia il cosiddetto "gomito", vale a dire il disegno appunto "a gomito" del montante posteriore nella sua parte inferiore, dove va a delimitare il finestrino laterale. Tale soluzione non fu solo un vezzo stilistico, ma anche e soprattutto strutturale, in quanto fu introdotta per irrobustire la scocca proprio in quel punto, dove risultava ancora poco rigida. Tale soluzione diverrà una sorta di marchio di fabbrica e verrà utilizzata in quasi tutti i modelli BMW a carrozzeria chiusa che verranno prodotti da lì in poi. La coda era caratterizzata da piccoli fari rettangolari posti sotto un cofano bagagli dall'estremità leggermente sporgente rispetto alla zona sottostante, anche qui con la "fetta" superiore di parafango integrata nello sportello. Il bordo dello stesso cofano bagagli era percorso da una linea cromata che univa anche le due linee cromate laterali di coda. Degni di nota ancora il paraurti con rostri e il logo BMW spostato sulla sinistra.  L'abitacolo era caratterizzato da un elevato livello di finitura anche se l'allestimento era piuttosto essenziale. I sedili erano rivestiti in tessuto con cuciture verticali, mentre il posto guida constava di un volante a due razze con clacson a mezzaluna, leva del cambio sul pavimento e plancia verniciata in tinta con cruscotto a tre strumenti circolari.

#### Struttura, meccanica e motore

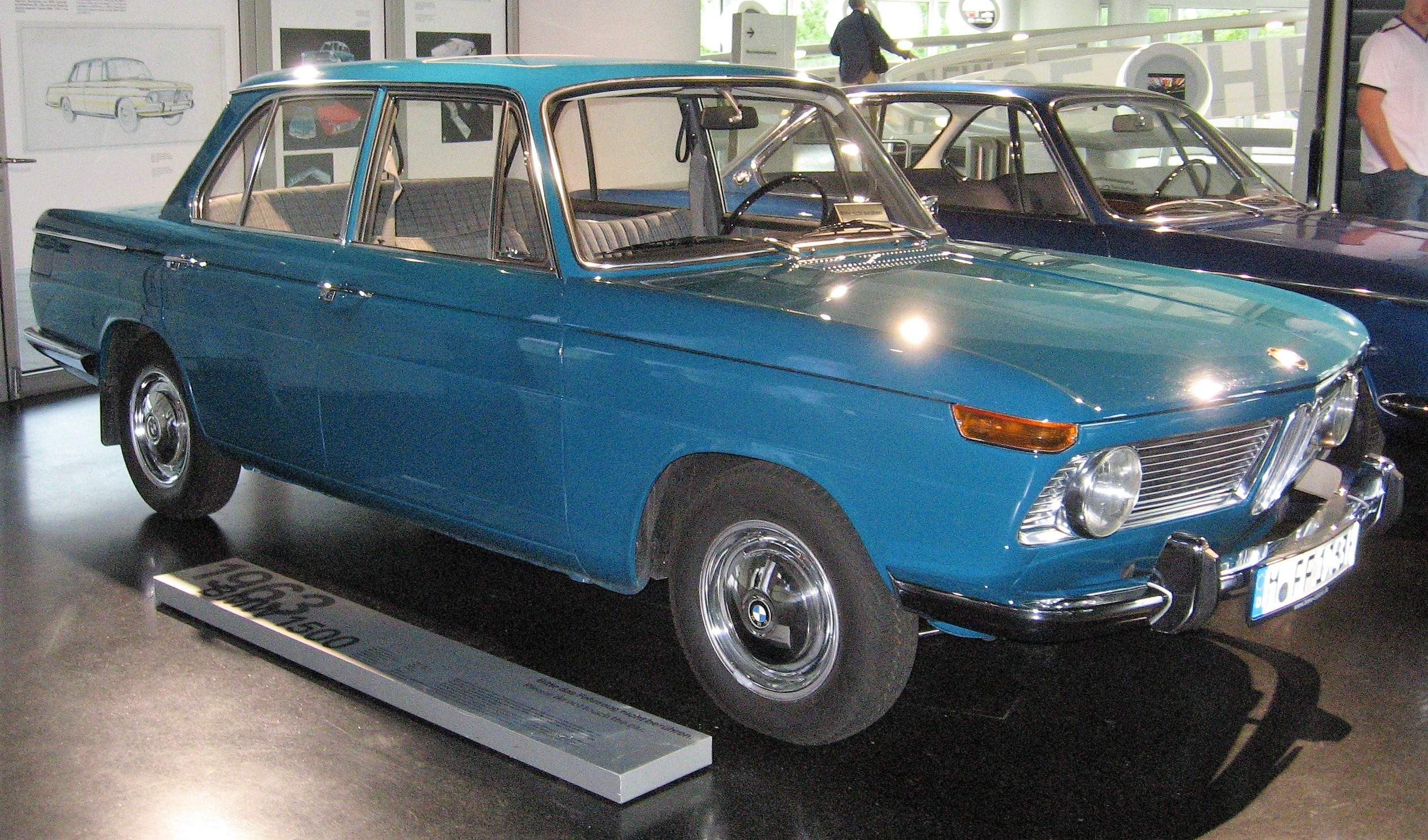

La 1500 è stata la seconda BMW a scocca portante (la prima fu la BMW 700), una soluzione che da quel momento in poi verrà estesa universalmente a tutta la futura produzione BMW. La meccanica telaistica prevedeva sospensioni a ruote indipendenti con avantreno di tipo MacPherson e retrotreno a bracci triangolari oscillanti. Su entrambi gli assi erano presenti barre stabilizzatrici, ammortizzatori idraulici telescopici e molle elicoidali. Queste ultime erano corredate al retrotreno con elementi pneumatici. L'impianto frenante prevedeva invece freni a disco anteriori e freni a tamburo posteriori, mentre lo sterzo era a vite e rullo.
Il piatto forte della BMW 1500 era però il motore, il primo in Germania (allora divisa in due nazioni) a montare la distribuzione ad un asse a camme in testa, con una cilindrata di 1499 cm3, alimentazione a carburatore e potenza massima di 80 CV. Con un peso a vuoto contenuto, solo 1.050 kg, questo motore, siglato M10, era in grado di assicurare un allungo velocistico massimo di 150 km/h. Il cambio era di tipo manuale a 4 marce.

### Evoluzione della gamma
La 1500 cominciò la sua carriera commerciale alla fine del 1962, con un prezzo di listino pari a 9.485 marchi. La 1500 rimase in listino per un tempo relativamente breve, ossia dall'ottobre 1962 al dicembre 1964. In totale ne vennero prodotti 23.807 esemplari.

#### La 1800 (E118)
Nel frattempo, vale a dire nell'autunno del 1963, alla 1500 venne affiancata la 1800, con motore dalla cilindrata maggiorata a 1773 cm³ e con potenza di 90 CV. Esteriormente non vi furono grosse differenze rispetto alla 1500, eccezion fatta per i sottoporta cromati e per la modanatura sotto la linea di cintura, ora interamente percorsa da una cornice cromata. Inoltre, la 1800 poteva essere equipaggiata a richiesta anche con un cambio automatico a 3 rapporti. Presentata nuovamente al Salone di Francoforte, fu commercializzata già a partire dal mese successivo. L'allestimento di questa nuova versione si differenziava da quello della 1500 per il clacson, sempre concentrico alla corona del volante ma stavolta di forma circolare, per la plancia rivestita in finto legno e per il rivestimento dei sedili, ora con fianchetti in skai. La 1800 fu la prima versione della gamma Neue Klasse ad essere stata proposta in più allestimenti e con diversi livelli di potenza: già al momento del suo debutto venne affiancata dalla più performante 1800 Ti il cui motore venne portato da 80 a ben 110 CV. Tale modello nacque dall'esigenza di partecipare alle gare della categoria Turismo e manteneva l'allestimento standard delle altre 1800 abbinata alla già nota unità da 1,8 litri che stavolta riusciva ad erogare fino a 110 CV di potenza massima grazie all'alimentazione a due carburatori. Mentre la 1800 di base cominciò ad essere commercializzata subito dopo la sua presentazione, la 1800 TI poté essere ordinata solo a partire dal gennaio del 1964. 

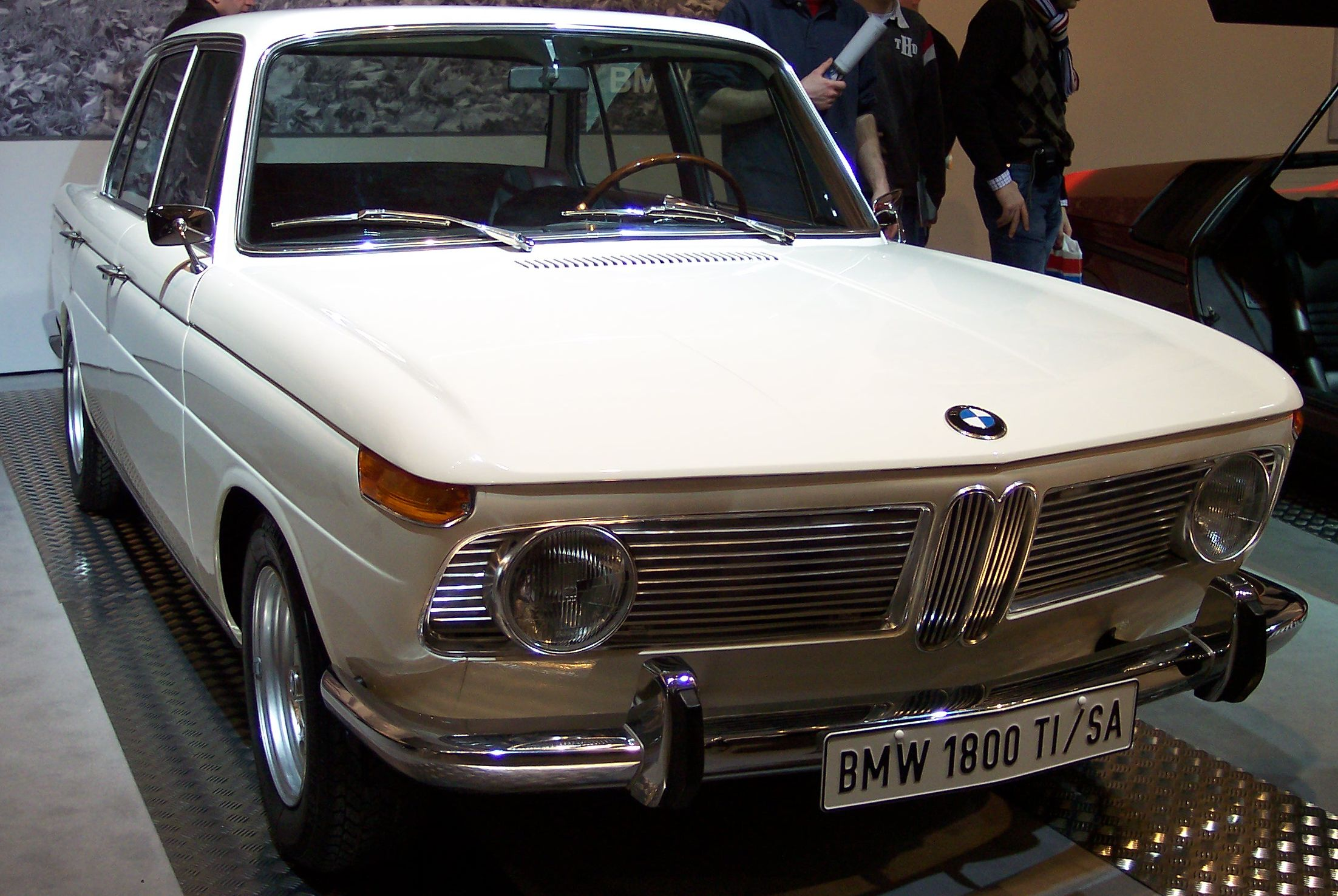
Una 1800 TI/SA

Nel corso del 1965, una nuova variante del motore da 1,8 litri venne montata sotto il cofano della 1800 TI/SA, dove la sigla SA stava per Sport-Ausführung (Allestimento Sportivo), una versione sportiva pensata come base di partenza per le gare e prodotta in appena 200 esemplari. Il motore della 1800 TI/SA erogava 130 CV nella sua configurazione di base, grazie all'utilizzo di un nuovo asse a camme più spinto, di valvole maggiorate, di un maggior rapporto di compressione e di un carburatore di maggiori dimensioni. Al posto del consueto cambio manuale a 4 marce, ne venne montato un altro, sempre manuale ma a 5 marce. Anche il differenziale era differente da quello delle altre Neue Klasse. Come ogni vettura quasi pronto-corsa, anche in questo caso l'allestimento era semplificato. Questo modello era in grado di competere ad armi pari coi due modelli dominatori della categoria: l'Alfa Romeo Giulia Ti Super e la Ford Cortina Lotus. I clienti disposti a spendere per avere questo modello (che costava 13.500 DM) dovevano possedere all'epoca anche una patente speciale riservata a quelle vetture che all'epoca erano considerate altamente prestanti.
Nel 1968, la 1800 fu sottoposta ad un restyling piuttosto evidente: il frontale adottò una fanaleria quadrangolare analoga a quella montata sulle versioni 2 litri, introdotte due anni prima e sempre appartenenti alla Neue Klasse. In coda, invece, i vecchi piccoli fari rettangolari a sviluppo verticale lasciarono il posto a nuovi fari sempre rettangolari, ma più grandi e a sviluppo orizzontale, anch'essi mutuati dai modelli della Neue Klasse con il motore di cilindrata superiore. Anche il motore venne sottoposto ad una profonda rivisitazione, poiché venne riprogettato con nuove misure di alesaggio e corsa, cosicché la cilindrata passò da 1773 a 1766 cm. Ciò fu voluto per rendere la componentistica di questo motore compatibile con il motore da 2 litri, a quel punto oramai in produzione da tre anni.
La 1800 fu prodotta fino al 1972, anno di pensionamento definitivo dell'intera Neue Klasse.

#### La 1600 (E116)

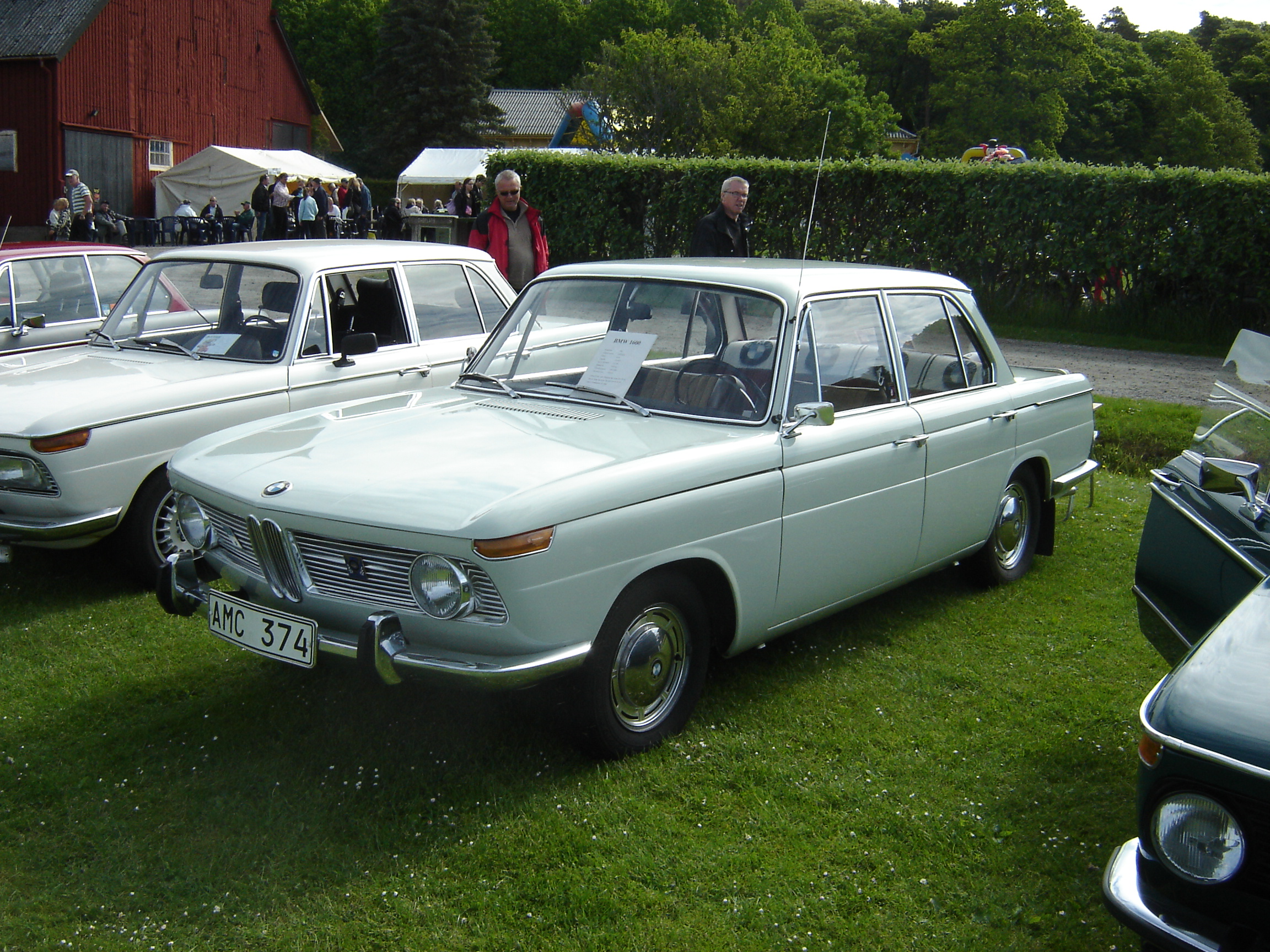
Una BMW 1600

Nel 1964 la 1500, sovrastata nelle vendite dalla 1800, venne affiancata ed in seguito, a dicembre, sostituita dalla 1600. Questo modello si differenziava dalla "sorella" di cilindrata inferiore per pochissimi dettagli, da individuare principalmente nelle finiture di livello superiore. Meccanicamente, la 1600 montava un motore con cilindrata incrementata a 1573 cm³ e con potenza massima salita solo ad 83 CV, ma con un sensibile aumento di coppia massima. Le prestazioni si fecero più brillanti, non tanto per i pochi CV di potenza massima in più, quanto per via del cambio dai rapporti più corti che ne accentuò le doti di ripresa. La vettura ebbe però vita breve, dato che uscì di listino già nell'aprile del 1966 a seguito della presentazione dell'omonimo modello della Serie 02. Durante la sua produzione, la 1600 fu venduta in 10.278 esemplari. L'uscita di scena di questo modello lasciò campo libero unicamente ai due modelli con motori da 1,8 e 2 litri. Quanto al motore da 1,6 litri, esso verrà montato sotto il cofano delle prime 1600-2 con carrozzeria a due porte.

#### La 2000

##### La coupé (E120)
Nel 1965 il BMW Design Studio realizzò una filante ed elegante coupé, che verrà però assemblata dalla Karmann di Osnabrück per essere commercializzata a partire dal giugno 1965 nelle versioni 2000 CA (1990 cm³ e 100 CV) e 2000 CS (1990 cm³ e 120 CV). Esteticamente, la vettura era caratterizzata da un frontale sempre proteso in avanti, con nuovi gruppi ottici rettangolari, anche se gli esemplari previsti per il mercato USA furono provvisti di doppi proiettori circolari. La calandra era inoltre costituita dal solo logo BMW a doppio rene, ma senza una vera e propria mascherina. Il paraurti in acciaio era provvisto di rostri di diverso disegno e dietro al paraurti stesso era presente una fila di feritoie verticali. La vsta laterale permetteva di notare il lavoro svolto dal centro stile BMW per rendere più filante il corpo vettura, tanto che lo stesso tema verrà adottato anche nelle più costose BMW coupé della serie E9. La coda riprese anch'essa un disegno analogo a quello del frontale, ma tale per cui in questo caso risultava protesa all'indietro, con gruppi ottici sottili e a sviluppo orizzontale. I già citati motori da 2 litri, nati dalla rialesatura della nota unità da 1,8 litri, verranno in seguito montati anche sotto il cofano della berlina realizzata sulla stessa base meccanica. Oltre al motore, un'altra importante differenza tecnica fra la 2000 CA e la 2000 CS stava nel fatto che quest'ultima montava un cambio manuale a 4 marce, mentre la 2000 CA montava un cambio automatico a 3 rapporti. La 2000 CA fu di fatto la prima BMW a montare di serie un cambio automatico.
Nel 1967, la gamma delle coupé E120 venne estesa verso il basso con l'arrivo della 2000 C, praticamente simile alla 2000 CA, ma con un cambio manuale a 4 marce. la Neue Klasse coupé ottenne un buon successo (venne costruita in 13.691 esemplari, di cui 9.993 in versione CS).

##### La berlina (E121)
All'inizio del 1966, la gamma delle berline venne estesa verso l'alto con l'introduzione della 2000 e della 2000 TI. Queste due nuove versioni, presentate a Ginevra, erano tecnicamente basate sulle coupé appena descritte e furono quindi equipaggiate con un motore da 1990 cm3 in grado di erogare rispettivamente 100 e 120 CV. Mentre la 2000 TI era stilisticamente identica alle berline di cilindrata inferiore, la 2000 di base si distingueva esternamente per i fari anteriori e posteriori rettangolari a sviluppo orizzontale, con un disegno che ricordava quello delle coupé E120, ma in ogni caso visibilmente differente. I gruppi ottici posteriori della 2000 standard erano inoltre collegati fra loro da una fascia di alluminio satinato. La clientela parve in effetti gradire maggiormente la soluzione stilistica della 2000 di base, tanto che alcuni acquirenti della 2000 TI ne fecero modificare il frontale da carrozzerie esterne. Solo le 2000 destinate al mercato statunitense erano invece caratterizzate da un frontale a doppi proiettori circolari. Con la nascita di questi due modelli, uscì di listino la 1800 TI. 
Al loro debutto, la gamma Neue Klasse fu quindi composta dalla 1600, oramai prossima al pensionamento, dalla 1800 di base con motore da 90 CV e dai due modelli con motore da 2 litri. Quattro mesi dopo il lancio delle 2000 e 2000 TI, fu la volta della 2000 T-Lux, considerata uno dei modelli più equilibrati dell'intera Neue Klasse, per quanto riguardava il compromesso tra sportività ed eleganza. Il suo motore era lo stesso della 2000 TI, con potenza di 120 CV, mentre la carrozzeria era quella della 2000 di base, ma con alcuni leggeri aggiornamenti al frontale (calandra e fari) e ai gruppi ottici posteriori. Dalla fine del 1967, tale modello prese il nome di 2000 Tilux.
L'ultima novità arrivò nel 1969: la 2000 tii, equipaggiata con una versione a iniezione meccanica da 130 CV del 4 cilindri da 2 litri. Esternamente la 2000 tii si distingueva per la scritta identificativa sulla calandra e per i doppi proiettori supplementari montati sul paraurti anteriore (anche se in alcuni casi questi proiettori venivano rimossi dal cliente stesso). Proposto ad un prezzo di listino di 14.286, tale nuovo modello fu destinato ad affiancare la 2000 Tilux, che da canto suo venne tolta di listino nel febbraio del 1971.

#### Fine produzione
Dal 1968, come già spiegato, le 1800 vennero unificate esteticamente alle 2000, mentre nel gennaio 1972 l'intera gamma venne tolta di produzione. Fino al mese di giugno, però, la gamma rimase presente in listino per smaltire le scorte giacenti e solo nel settembre dello stesso anno, al Salone di Francoforte, la gamma Neue Klasse venne rimpiazzata dalla prima generazione della Serie 5.
I dati relativi alla produzione sono incerti, in quanto alcune fonti dichiarano un totale di 343.322, altri ne dichiarano 357.644 (salvo poi evidenziare cifre diverse in altri punti dello stesso documento) mentre altre quantificano in 378.069 esemplari la produzione totale di cui circa 19 mila prodotte in siti esteri. Vale quindi la pena affidarsi ai dati del sito ufficiale dell'archivio storico BMW, consultando il quale risultano 353.505 esemplari prodotti, comprese le coupé. Dalla Neue Klasse vennero derivate altre due gamme di modelli, ossia la già citata Serie 02, variante a due porte della Neue Klasse stessa, e la serie Touring, ossia una sorta di versione a due volumi con portellone posteriore prodotta fra il 1971 e il 1974.

### Attività sportiva
Un numero relativamente significativo di esemplari della gamma Neue Klasse, in diversi livelli di cilindrata, venne impiegata nel variegato mondo della competizioni. Nel caso della Neue Klasse, queste competizioni si svolsero prevalentemente su pista. Uno dei risultati maggiormente degni di nota fu la vittoria nel Deutsche Rundstreckenmeisterschaft (Campionato Tedesco su Circuito) del 1964, dove la 1800 TI di Hubert Hahne riuscì ad affermarsi in ben 14 gare su 16. Lo stesso pilota, nello stesso anno, trionfò in classifica generale alla 12 Ore del Nürburgring. L'anno seguente, la 1800 TI/SA dell'equipaggio Ickx/van Ophem conquistò la vittoria alla 24 Ore di Spa. E nuovamente Hubert Hahne stabilì il 6 agosto 1966 un notevole primato, questa volta al Nürburgring: qui, la sua 2000 TI riuscì a terminare il giro stando sotto i 10 minuti, per la precisione in 9'58"05. Sempre nel 1966, la 2000 TI di Hahne/Ickx trionfò alla 24 Ore di Spa. Vanno inoltre menzionate anche le partecipazioni di piloti di rilievo come Rauno Aaltonen, Josef Schnitzer, Helmut Kelleners, Gijs van Lennep e molti altri. Infine, vale la pena ricordare anche i numerosi piloti privati che si cimentarono al volante delle loro BMW della gamma Neue Klasse.

### Le Alpina su baseNeue Klasse
Fin dal loro debutto, i modelli della Neue Klasse funsero da base per le preparazioni della Alpina, una azienda all'epoca giovanissima (nacque infatti nel 1961, poco prima del debutto della 1500) e da sempre legata a doppio filo alla Casa dell'Elica. La Alpina divenne in breve tempo famosa per le sue conversioni di modelli BMW, resi più prestanti e dagli allestimenti più ricchi rispetto ai modelli di origine. All'inizio si trattava di kit, proprio come nel caso dei modelli della Neue Klasse.

#### Alpina 1500
Il primo modello reinterpretato dalla Alpina fu proprio la 1500, sulla quale l'azienda di Buchloe intervenne montando due carburatori Weber, per una potenza massima di 90 CV, cioè pari a quella della normale 1800 di base. Anche le prestazioni fra i due modelli divennero molto simili, con un allungo massimo di 160 km/h per il modello Alpina e di 162 km/h per la BMW 1800. Purtroppo, un po' per il fatto che all'epoca la Alpina era una realtà semisconosciuta, un po' per le prestazioni ancora non all'altezza delle aspettative dei clienti dall'animo sportivo, nessuno acquistò il kit Alpina per la 1500, ragion per cui questo modello fu in assoluto il meno fortunato fra i modelli della Alpina.

#### Alpina 1800
Il kit di conversione per la 1800 di base comparve nel 1963, proprio non appena le prime 1800 cominciarono ad uscire dalle linee di montaggio di Monaco di Baviera. Non vi furono particolari differenze rispetto al kit previsto per la 1500, dal momento che prevedeva unicamente la presenza dei due carburatori doppio corpo Weber, esattamente come nella 1500, ma in questo caso la potenza massima salì da 90 a 113 CV. Lo stesso kit fu previsto anche per il 1.8 montato sotto il cofano delle 1800 Touring e delle 1802, questo perché il motore era di fatto lo stesso, anche dopo il 1968, quando la cilindrata passò da 1773 a 1766 cm3.
Assieme al kit per la 1800 venne proposto dalla Alpina anche quello per la 1800 TI, che ai due carburatori Weber aggiunse anche l'innalzamento del rapporto di compressione (non è noto se quest'ultimo risultato sia stato ottenuto tramite lavorazione della testata e/o l'utilizzo di pistoni più performanti). Come risultato si ottenne una potenza massima di 125 CV contro i 110 CV della 1800 TI di serie.

#### Alpina 1600
Analogamente alle 1500 e 1800, anche per le prime 1600 venne predisposto un kit analogo costituito da due bicorpo Weber, grazie ai quali la potenza salì da 83 a 105 CV. Tale kit fu ovviamente previsto, anche in questo caso, pure per le "sorelle" della Serie 02, della serie Touring.

#### Alpina 2000
I kit Alpina per la BMW 2000 furono resi disponibili per tutti i livelli di potenza esistenti, quindi sia per motorizzazioni a carburatore che per unità ad iniezione, ma anche per entrambe le configurazioni di carrozzeria, visto che si trattava di un kit motoristico indipendente dalle scocche utilizzate. Pertanto, le prime ad usufruire di tale kit furono le 2000 C e CS: per la versione meno potente, lanciata sul mercato, si passò dal monocorpo Solex al doppio corpo Weber, con un'erogazione di potenza massima che salì da 100 a 115 CV. Per la 2000 CS venne invece predisposto un kit composto da due carburatori doppio corpo Weber al posto del singolo bicorpo Solex, da un asse a camme più profilato e dall'innalzamento del rapporto di compressione, cosicché la potenza massima salì da 120 a 145 CV. Quanto ai kit per motori ad iniezione, essi erano disponibili in tre livelli di potenza, ossia 155, 170 e 190 CV.
Questi motori potevano essere montati anche sulle versioni berlina e di fatto, vi furono diversi esempi di clienti che li fecero montare, ma in realtà, tali kit finirono per trovare posto sotto il cofano delle berline a 2 porte della Serie 02, più compatte e leggere, quindi potenzialmente in grado di raggiungere prestazioni migliori rispetto alle berline a 4 porte.